# Boozt Fashion

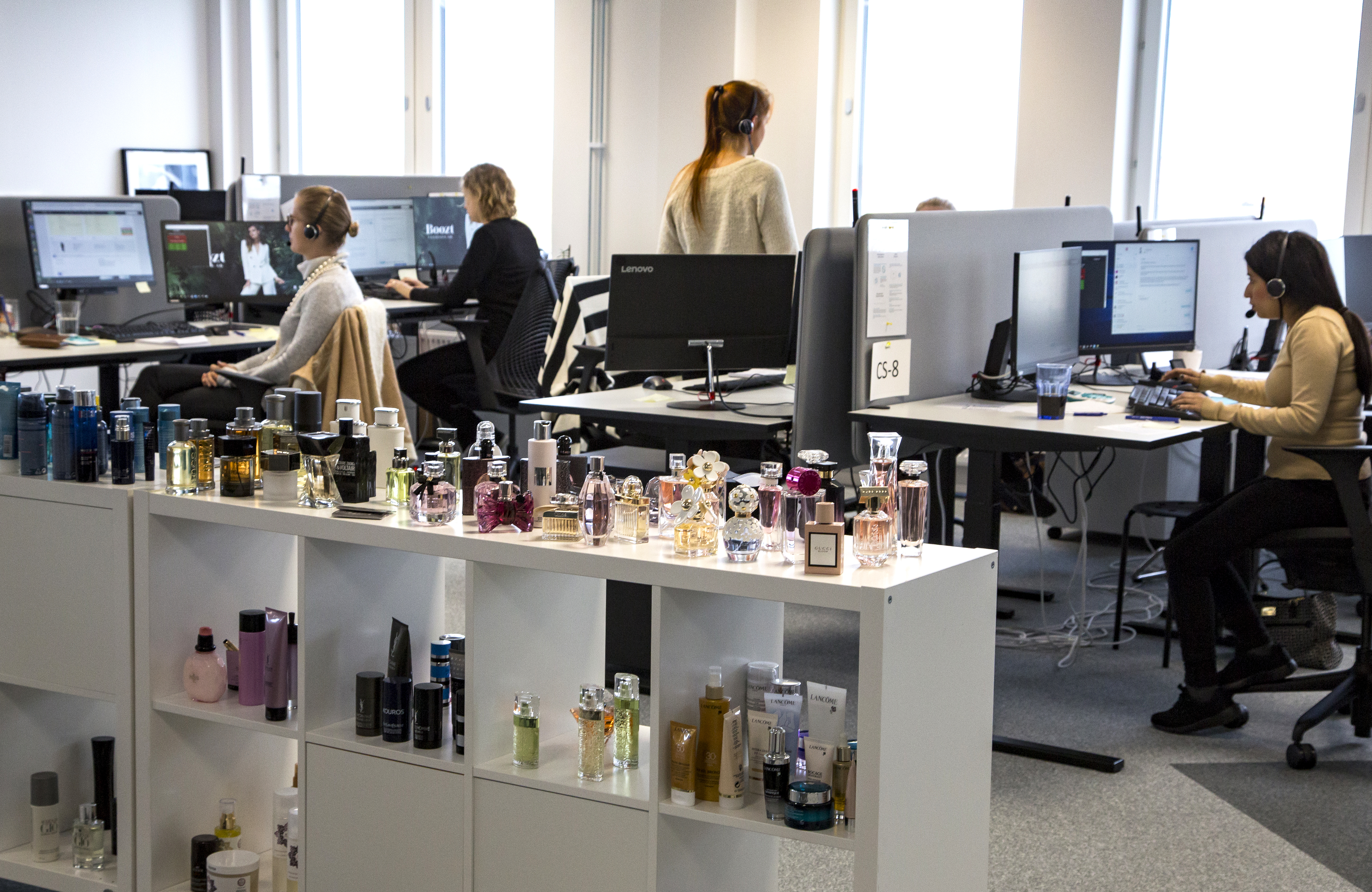
Boozt Fashions huvudkontor i Hyllie.

Boozt Fashion AB är ett börsnoterat e-handelsbolag som säljer livsstilsprodukter och modekläder online. Verksamheten i koncernen är indelad i tre verksamhetssegment; Boozt.com, Booztlet.com och övrigt. Boozt.com-segmentet består av den operativa verksamheten relaterad till webbutiken Boozt.com med flera varumärken. Booztlet.com-segmentet består av de operativa aktiviteterna relaterade till Booztlet.com. Booztlet.com-segmentet fungerar främst som koncernens kanal för lagerstyrning, för produkter som inte säljs inom en tilldelad tidsram i webbutikerna. Segmentet övrigt består av den operativa verksamheten relaterad till verksamheten för egna varumärken och andra aktiviteter i koncernen. Huvuddelen av dess intäkter kommer från Boozt.com.
Huvudkontoret ligger i Malmö och företaget har sitt lager i Ängelholm. Företaget driver även fysiska butiker, bland annat Beauty by Boozt i Emporia i Malmö och Booztlet i Köpenhamn.
Lagret i Ängelholm är automatiserat med Autostore levererat av Element. Denna automatisering är världens största av sitt slag . Lagerbyggnaden ägs av Catena och är på 43 000 m².
Boozt-aktien handlas sedan 2017 på Nasdaq Stockholm, MidCap, samt Nasdaq Copenhagen sedan 2020.

## Historik
Boozt Fashion AB grundades år 2007 för att hjälpa andra företag att driva e-handel. Den första kunden var företaget Bestseller. År 2010 beslutade Bestseller att driva e-handeln på egen hand. Boozt Fashion tappade då cirka 98 % av omsättningen och tvingades att ändra inriktning. Strategin blev då att driva egen e-handel under namnet boozt.com.

## Förvärv
2014 Lucky Little Me
2019 Touchlogic, en dansk apputvecklare, med bas i Köpenhamn.
2021 Estina, ett litauiskt IT-bolag med bas i Vilnius, omdöpt till Boozt Technology Baltics efter uppköpet.
2021 Rosemunde
2021 Svea